# Po Hszi-laj
Po Hszi-laj (pinjin: Bo Xilai) (1949. július 3. –) kínai politikus. A gyorsan fejlődő Talien (Dalian) gazdasági körzet polgármestereként vált ismertté, majd Liaoning tartomány kormányzója lett. 2004 és 2007 között kereskedelmi miniszter volt. 2007-ben a Kínai Kommunista Párt Politikai Bizottságának tagja lett és 32 milliós Csungking (Chongqing) pártszervezetének vezetője. A tíz évenként szokásos kínai tervszerű vezetőváltás jegyében a 2012 őszétől a legszűkebb felső vezetés tagjának várták, de az év elején súlyos politikai botrány következtében megbukott és kényszerűen távozott a politikai életből.
A KKP nyolc legendás régi vezetőjének, a „Nyolc öreg” egyike, Po Ji-po (Bo Yibo) volt az édesapja, ezért a kínai politikai nyelvezetben a „kis hercegek” körébe számították. Közvetlen és karizmatikus modorával kitűnt az általában merev kínai politikusok közül. Csungking (Chongqing)i tevékenysége során feltűnő volt populizmusa: személyesen indított nagyszabású jóléti programokat, vaskézzel lépett fel a korrupciós jelenségek ellen. Sajátos új baloldali politikát hirdetett, amelyben a maoizmus egyenlősítő elveit igyekezett ötvözni a szociáldemokrácia értékeivel. A korrupció elleni demagóg és a törvényeket figyelmen kívül hagyó fellépése miatt személyiségének megítélése ellentmondásos volt.
A 2012 őszére tervezett 18. pártkongresszustól azt várták, hogy Po Hszi-lajt beválasztják a KKP PB Állandó Bizottságába, az ország tényleges legfelső vezetői közé. Karrierjének azonban gyors és látványos véget vetett az a botrány, amikor az irányítása alá tartozó legfelső helyi rendőri vezető menedékjogot kért az amerikai konzulátuson, és egyúttal felfedte Po Hszi-laj érintettségét egy emberölési ügyben.

## Élete és pályafutása
Po Ji-po (Bo Yibo) negyedik gyermeke volt. Apja a KNK megalakulása után a KKP PB tagja és pénzügyminiszter volt. A kulturális forradalom idején kegyvesztett lett és családjával együtt meghurcolták. Po Hszi-laj (Bo Xilai) édesanyja vagy közvetlenül a zavargások áldozatául esett, vagy öngyilkos lett.
Po Hszi-laj (Bo Xilai) 17 éves volt a kulturális forradalom kitörésekor és az egyik leghíresebb pekingi gimnáziumba járt. Egyes adatok szerint maga is részt vett a vörös gárda tevékenységében, sőt lehetséges, hogy apja ellen is fellépett. Később azonban neki is kényszerűen vidéki táborba kellett mennie, és csak öt év múlva szabadult.
A kulturális forradalom leverése után Po családját is rehabilitálták, apja 1979-ben miniszterelnök-helyettes lett. Po Hszi-laj 1972-79 között gyárban dolgozott, közben 1977-ben felvették a pekingi egyetemre. Ebben az időszakban a leendő kínai politikai vezetők nagy része műszaki diplomát szerzett, Po azonban világtörténelem szakon végzett, majd nemzetközi újságírásból szerzett tudományos fokozatot 1982-ben. Közben 1980-ban lett a Kínai Kommunista Párt tagja.
A 80-as évek során apja visszaszerezte korábbi politikai befolyását és a Központi Tanácsadó Bizottság alelnöke lett. Ami ennél is fontosabb, bekerült Teng Hsziao-ping (Deng Xiaoping) legszűkebb környezetébe, a Nyolc öreg csoportjába, akik megtervezték és elindították a mai kínai fellendüléshez vezető reformfolyamatot. Bár gazdaságilag liberális elveket vallott, a politikában konzervatív maradt és támogatta a Tienanmen téri vérengzést. 1989 után támogatta Csiang Cö-min (Jiang Zemin) felemelkedését Teng Hsziao-ping (Deng Xiaoping) utódjaként, és haláláig, 2007-ig befolyásos vezető maradt.
Az egyetem elvégzése után Po Hszi-laj (Bo Xilai) a KKP központjában kezdett dolgozni, majd hamarosan vidékre kérte magát. 1984-ben Liaoning tartományban, Talien (Dalian) körzetében kezdett dolgozni helyettes körzeti párttitkárként. Gyorsan emelkedett a ranglétrán és 1993-ra Talien (Dalian) polgármestere és a helyi pártbizottság helyettes vezetője lett, majd vezetője lett.
Po Hszi-laj (Bo Xilai) 2000-ig volt a kikötőváros vezetője, amely ez alatt az idő alatt elmaradott szocialista iparvárosból modern metropolisszá, a gyors kínai fejlődés egyik kirakatává változott. Egyidejűleg Talien (Dalian) Kína egyik legtisztább városa is lett; valamint elnyerte az ENSZ városfejlesztési díját. Po Hszi-laj (Bo Xilai) sikereket ért el a külföldi tőke bevonásában is. Kollégáitól eltérően felismerte a nyilvánosság jelentőségét is, sajtóértekezleteket tartott a kínai újév alkalmából. A külföldi befektetők előtt is nagy tekintélyt szerzett. Belső, kínai részről olyan kritikák hangzottak el tevékenységével kapcsolatban, hogy túlságosan törekszik a látványos eredményekre, kö9rutak, emlékművek, közparkok létesítésére. Támogatta egy hagyományos kínai szertartási oszlop, huapiao (huabiao) felállítását is.
Összesen tizenhét évet töltött Talien (Dalian)ben, ami a kínai viszonyok között, ahol a vezetőket hagyományosan gyakran rotálják annak érdekében, hogy ne eresszenek túl mély gyökereket a helyi közegben, nagyon hosszú időnek számít. Közben 1997-ben, a KKP 15. kongresszusát megelőzően apja és a családi klán nagy erőfeszítéseket tett annak érdekében, hogy Po Hszi-laj (Bo Xilai) a párt Központi Bizottságának tagjává válhasson. Po Ji-po (Bo Yibo) odáig ment, hogy javaslatot tett arra: a kínai vezetők formálisan „jelölhessék” családjuk egy tagját a következő generáció vezetői közé, és saját családja részéről Po Hszi-laj (Bo Xilai)t javasolta, arra hivatkozva, hogy idősebb fiának gyengébb volt a végzettsége. A nyílt nepotizmus a kommunista Kínában nem elfogadott, ezért ez a törekvés nem járt sikerrel. 2000-ben Po Hszi-laj (Bo Xilai) megpróbálta megszerezni Sencsen (Shenzhen) polgármesteri posztját, de ezt a célját sem tudta elérni. Elemzők szerint azt vetették a szemére, hogy túlságosan független és szókimondó erre a tisztségre.
Po Hszi-laj (Bo Xilai) és családja azonban a nagy kudarc ellenére sem adta fel karrier-céljait. 2001-ben egy korrupciós botrány nyitotta meg az utat további felemelkedése előtt. Liaoning tartomány kormányzóját letartóztatták, és Po Hszi-laj (Bo Xilai) végül a helyére léphetett, Ez a poszt meghozta számára az áhított központi bizottsági tagságot is.
Tartományi kormányzóként nagy szerepet játszott az északkeleti területek revitalizációjára irányuló terv végrehajtásában. Kijelentette, hogy ennek a vidéknek a szocialista nehézipar rozsdaövezetéből Kína negyedik gazdasági motorjává kell válnia a három partvidéki gazdasági centrum mellett.
Bár pályafutása során aránylag tisztakezű politikus hírében állott, bizonyos korrupciós vádak ellene is felmerültek. Közvetlen haszonszerzéssel nem vádolták, inkább azzal, hogy politikai menedéket biztosít korrupcióval vádolt politikusoknak. Nyílt összeütközésbe került a tartományi párttitkárral is, aki technikailag a felettesének számított. Utóbbi azért bírálta őt, mert „a városokat európai módon fejleszti, a vidéket viszont afrikai módon elhanyagolja.”
A Falun Gong szekta hívei is megvádolták azzal, hogy különösen durván csapott le követőikre tartományában. Tíz országban nyújtottak be ellene vádkeresetet kínzás és emberiesség elleni bűntettek miatt.
2002-ben a 16. pártkongresszuson, ahol a korábbi megállapodásoknak megfelelően a kínai vezetés következő nemzedéke – Hu Csin-tao (Hu Jintao) elnök és pártvezető, valamint Ven Csia-pao (Wen Jiabao) miniszterelnök – átvették a hatalmat, már a 2012-ben esedékessé váló vezetőváltás előkészítését is megkezdték. Po Hszi-laj (Bo Xilai) ugyan tagja lett ennek az úgynevezett 5. generációs vezetői csoportnak, de az is eldőlt, hogy a legfelső vezető posztjára nem számíthat, az elnök valószínűleg Hszi Csin-ping (Xi Jinping) lesz, a miniszterelnök pedig Li Ko-csiang (Li Keqiang).

### Kereskedelmi miniszter, majdCsungking(Chongqing)vezetője

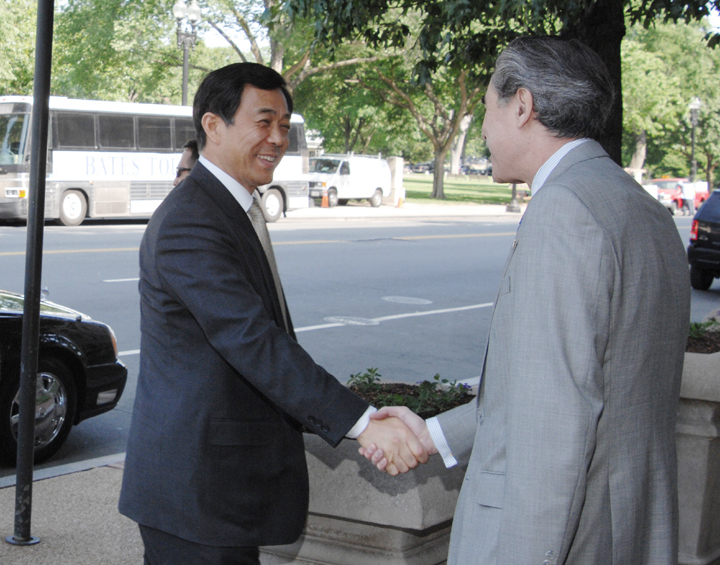
Po Hszi-laj (Bo Xilai) kereskedelmi miniszterként, 2007-es egyesült államokbeli látogatásán, találkozik amerikai partnerével, Carlos Gutierrezzel

2002 végén Po Hszi-laj (Bo Xilai) Kína kereskedelmi minisztere lett. Ezen a poszton nagyban emelte nemzetközi ismertségét, tekintélyét. Fiatalos, populista modorával, jó megjelenésével kitűnt a kínai vezetők sorából és a külföldi sajtó is már-már sztárolta.
Tevékenysége egybeesett a külföldi tőke hatalmas beáramlásával. Számtalan fontos tárgyalást folytatott külföldi üzletemberekekkel és politikusokkal, viszonylag jól beszélt angolul. 2004 májusában elkísérte miniszterelnökét egy öt országot érintő európai körútra.
2007 októberében a 17. pártkongresszuson megválasztották a 25 fős Politikai Bizottság tagjának. Ezzel újabb lépést tett a kínai politikai vezetés legbelsőbb körei felé vezető útján. Ugyanakkor kinevezték a 35 milliós belső-kínai megapolisz, Csungking (Chongqing) párttitkárának, politikai vetélytársa, Vang Jang (Wang Yang) helyére, akit Kuangtung (Guangdong) tartomány élére helyeztek át. Ebben az időben Csungking (Chongqing) számos problémával küzdött, úgyis mint környezetszennyezés, munkanélküliség, rossz közegészségügy, és a Három-szurdok-gát okozta gondok. Számos megfigyelő visszalépésnek értékelte ezt karrierjének útján azzal, hogy törtetése visszatetszést váltott ki a legfelső vezetés köreiben. Mások szerint csak újabb „iskoláról” volt szó, mielőtt még magasabb posztra kerül.
Ő maga sem örült az áthelyezésnek, de úgy döntött, hogy ezt a helyzetet is felhasználja vezetői képességei bizonyítására. Nem csinált titkot abból, hogy szeretne bekerülni a kínai vezetés legbelső körébe, a Politikai Bizottság 9 tagú Állandó Bizottságába 2012 őszén, a következő tervszerű vezetőváltás során, amikor az addigi vezetői gárda nagy többsége visszavonul. Elemzők a párt belső biztonsági apparátusának élére várták.
Csungking (Chongqing)ban nagy elánnal vetette magát a munkába, és továbbra sem feledkezett meg önmaga reklámozásáról sem. Létrehozta az úgynevezett csungking (chongqing)i modellt, ami szerinte példa lehet Kína más vidékei számára is. Ennek lényege a fokozott állami ellenőrzés és egy sajátos újbaloldali ideológia ötvözete. A még Liaoningból magával hozott rendőrfőnökével, Vang Li-csün (Wang Lijun)nel együtt vaskézzel csapott le a helyi szervezett bűnözésre, és e kampány során háttérbe szorította a jogállami elvek érvényesülését. 2009 és 2011 mintegy 5700 személyt tartóztattak le, köztük üzletembereket, rendőröket, tisztviselőket, bírókat – és személyes politikai ellenfeleit is. A szervezett bűnözés elleni kampány során széles körű elektronikus megfigyelő és lehallgató rendszert hoztak működésbe. Ezt azonban, mint később kiderült, nem csak a bűnözők, hanem a Csungking (Chongqing)ba látogató pekingi vezetők ellen is működtették.
Egyidejűleg elindította a „vörös kultúra” mozgalmat a maoista szocialista erkölcs érvényesítésére a szerinte hanyatló közerkölcsök ellen. Gazdasági téren ösztönözte a beruházásokat és közmunka-programokat indított. Egyes elemzők politikai stílusát Vlagyimir Putyinéhoz hasonlították.
A csungking (chongqing)i modell azonban jelentősen különbözött az aktuális kínai vezetés reformista politikájától. Tevékenysége drámaian megnövelte ismertségét otthon és külföldön egyaránt. 2010-ben a világ 100 legbefolyásosabb személyisége közé választotta a Time magazin. Megfigyelők szerint a nem választásokra épülő kínai politikai rendszerben Po Hszi-laj (Bo Xilai) tevékenysége gyakran egy intenzív választási kampányra hasonlított. Az elnök és a miniszterelnök egyaránt tartózkodott eredményei méltatásától, érezhetően rosszallották vezetői stílusát.

#### Neil Heywood halála és a rendőrfőnök letartóztatása
A végső bukáshoz vezető botrányt Neil Heywood halála robbantotta ki. Ez a brit üzletember a kínai vezetők és nyugati üzleti körök közötti összekötőként tevékenykedett és szoros kapcsolatban állt Po Hszi-laj (Bo Xilai) ekkori, második feleségével is. Többek között ő segítette hozzá a családot ahhoz, hogy fiuk bejuthasson a neves brit Harrow iskolába. 2011 novemberében holtan találták szállodai szobájában, és alkoholmérgezést állapítottak meg. Később azonban kiderült, hogy előzőleg üzleti vitába keveredett Po Hszi-laj (Bo Xilai) feleségével és azzal fenyegette meg, hogy nyilvánosságra hozza: a család a tengerentúlon 136 millió dollárral rendelkezik.
2012 elején a párt központi fegyelmi bizottsága indított vizsgálatot Csungking (Chongqing)ban. Figyelmük előterébe Po Hszi-laj (Bo Xilai) közvetlen munkatársa, rendőrfőnöke, Vang Li-csün (Wang Lijun) került, aki megrémülve attól, hogy ő lesz a bűnbak Neil Heywood ügyében, menedékjogot kért a közeli Csengtu (Chengdu) városban lévő amerikai konzulátuson, aminek megadására azonban az Egyesült Államoknak sem joga, sem szándéka nem volt. Vang Li-csün (Wang Lijun) 24 óra múlva elhagyta az épületet, miután azonnal letartóztatták a Pekingből érkezett biztonsági emberek. A helyi média arról számolt be, hogy elmeállapota miatt betegszabadságra ment.
Vang Li-csün (Wang Lijun) letartóztatása után külföldi kínai nyelvű lapok nyilvánosságra hozták a szerintük általa írt nyílt levelet, amiben Po Hszi-laj (Bo Xilai)t Kína legnagyobb gengszterének nevezi és súlyos korrupcióval vádolja.

## A politikai karrier vége
Március 15-én, Po Hszi-laj (Bo Xilai)t leváltották csungking (chongqing)i tisztségeiből és nyilvános bírálatban is részesítette őt a miniszterelnök. Április 10-én függesztették fel formálisan is központi bizottsági és politikai bizottsági tagságából és egyben fegyelmi vizsgálatot indítottak ellene. Felesége gyanúsított lett Neil Heywood halála ügyében.
Ezek a fejlemények minden bizonnyal karrierje végét jelentették, azonban befolyására, valamint az idők változására jellemző, hogy május folyamán újra interjút adhatott a sajtónak. Ebben részben önkritikát gyakorolt, valamint kijelentette, hogy már régen el kell volna válnia feleségétől.
2012 szeptemberében Po Hszi-laj (Bo Xilai)t a KKP KB Politikai Bizottsága döntése alapján kizárták a pártból.

## Fordítás
- Ez a szócikk részben vagy egészben a Bo Xilai című angol Wikipédia-szócikk ezen változatának fordításán alapul.  Az eredeti cikk szerkesztőit annak laptörténete sorolja fel. Ez a jelzés csupán a megfogalmazás eredetét és a szerzői jogokat jelzi, nem szolgál a cikkben szereplő információk forrásmegjelöléseként.